# Magaly Bonilla
Artikeln följer den spanska namnseden; faderns efternamn är Bonilla och moderns efternamn Solis.
Magaly Beatriz Bonilla Solis, född 8 februari 1992, är en ecuadoriansk gångare.

## Karriär
Bonilla tävlade för Ecuador vid olympiska sommarspelen 2016 i Rio de Janeiro, där hon slutade på 27:e plats på 20 kilometer gång.
I mars 2023 vid en tävling i Dudince noterade Bonilla ett nytt ecuadorianskt rekord på 35 kilometer gång på tiden 2 timmar, 46 minuter och 32 sekunder. I mars 2024 tog hon silver på 20 kilometer gång vid sydamerikanska mästerskapen i gång i Recife.

## Personliga rekord
- 10 000 meter gång – 44.53,65 (Trujillo, 25 augusti 2018)[6]
- 10 km gång – 44.58 (Madrid, 16 maj 2022)[6]
- 20 km gång – 1:28.26 (Poděbrady, 6 april 2024)[6]
- 35 km gång – 2:46.32 (Dudince, 25 mars 2023) 0NR0[6]
- 50 km gång – 4:19.04 (Taicang, 5 maj 2018)[6]